# Válka skladů: Texas
Válka skladů: Texas je reality show stanice A&E Network, která měla premiéru v roce 2011. Jednalo se o spin-off velmi populární reality show Válka Skladů.
V Česku se pořad často vysílá v repríze na stanici Nova Action.

## Děj
Premisa byla v podstatě stejná jakou originálního pořadu Válka Skladů. Pořad sleduje kupce, kteří kupují obsah kójí (obvykle za účelem dalšího prodeje se ziskem), na její prohlídku mají pouze pět minut, smí se dívat pouze ze dveří po jejich otevření. Vítězní kupci prohlížejí obsah kójí (a uvádějí svůj odhad na jejich hodnoty), přičemž jeden konkrétní předmět kóje je oceněn, aby se určila jeho hodnota. Mezi jednotlivými sezónami a v jejich průběhu se někteří kupci do pořadu nevrátili nebo se v pozdějších sezónách objevovali jen příležitostně.

## Obsazení
| Jméno                        | Role     | Sezony        | Sezony        | Sezony        |
| Jméno                        | Role     | 1             | 2             | 3             |
| ---------------------------- | -------- | ------------- | ------------- | ------------- |
| Walt Cade                    | Dražitel | Hlavní role   | Hlavní role   | Hlavní role   |
| Ricky Smith and Bubba Smith  | Kupec    | Hlavní role   | Hlavní role   | Hlavní role   |
| Jenny Grumbles               | Kupec    |               | Hlavní role   | Hlavní role   |
| Mary Padian                  | Kupec    |               | Hlavní role   | Hlavní role   |
| Victor Rjesnjansky           | Kupec    | Hlavní role   | Hlavní role   | Hlavní role   |
| Moe Prigoff ✝︎                | Kupec    | Hlavní role   | Hlavní role   | Hlavní role   |
| Jerry Simpson and Lesa Lewis | Kupec    | Hlavní role   | Vedlejší role | Vedlejší role |
| Roy Williams                 | Kupec    | Vedlejší role |               |               |
| Kenny Stowe                  | Kupec    |               |               | Vedlejší role |
| Matt Blevins                 | Kupec    |               |               | Vedlejší role |
| David Kay                    | Kupec    |               |               | Vedlejší role |
| Rudy Castro                  | Kupec    |               | Vedlejší role | Vedlejší role |

## Epizody
| Sezona | Epizody | Epizody | Vysíláno         | Vysíláno           |
| Sezona | Epizody | Epizody | Poprvé vysíláno  | Naposledy vysíláno |
| ------ | ------- | ------- | ---------------- | ------------------ |
| 1      | 16      | 16      | 6. prosince 2011 | 3. dubna 2012      |
| 2      | 34      | 34      | 15. srpna 2012   | 26. února 2013     |
| 3      | 28      | 28      | 27. srpna 2013   | 7. ledna 2014      |